# К-1 (1939)
К-1 — советская крейсерская дизель-электрическая подводная лодка времён Великой Отечественной войны, головной корабль серии XIV типа «Крейсерская».

## История строительства
К-1 была заложена 27 декабря 1936 года на заводе имени А. Марти (в 1937 году переименован в завод № 194) в Ленинграде. Спуск на воду состоялся 28 апреля 1938 года, К-1 включили в состав 13-го дивизиона учебной бригады подводных лодок Балтийского флота. 16 декабря 1939 года лодка вошла в строй.

## История службы
26 мая 1940 года К-1 вошла в состав Краснознамённого Балтийского флота, летом того же года К-1 вместе с однотипной К-2, эсминцем «Стремительный» и несколькими прочими кораблями, проследовала через Беломоро-Балтийский канал. 6 августа вошла в состав Северного флота, зачислена в 1-й дивизион бригады подводных лодок Северного флота с базой в Полярном.
На 22 июня 1941 года командиром лодки был К. А. Чекин. После того, как два подряд командира лодки выявили своё несоответствие должности, командование К-1 по собственной просьбе взял на себя начальник штаба бригады капитан 3-го ранга М. П. Августинович, за два неполных года командования ставший по итогам войны одним из самых результативных командиров-подводников. Входившая в дивизион Магомета Гаджиева подводная лодка К-1 стала единственной, на которой комдив не выходил в походы «для обеспечения».
Лодка пропала без вести в 1943 году во время последнего похода в районе Новой Земли. Предположительно потоплена немецкой ПЛ.

### Боевые походы
Лодка совершила 16 боевых походов общей продолжительностью 196 суток, совершила одну торпедную атаку двумя торпедами и 10 минных постановок, в которых выставила 146 мин. Торпедная атака с дистанции 10-11 кабельтовых оказалась безрезультатной, хотя по официальным советским данным того времени считалось, что К-1 потопила транспорт. На выставленных минах по проверенным послевоенным данным погибли 5 судов и 2 боевых корабля.

### Суда, погибшие на минах К-1
- 8 ноября 1941 года — транспорт «Flottbeck» с военным грузом, 1 930 брт, погибло 13 членов экипажа;
- 26 декабря 1941 года — транспорт «Kong Ring», 1 994 брт, погибло 257 солдат-отпускников и 12 членов экипажа, спасено 12 человек;
- 8 апреля 1942 года — транспорт «Kurzsee» с грузом продовольствия, 754 брт, погибло 3 члена экипажа, спасено 18 человек[1];
- 23 мая 1942 года — транспорт «Asuncion» с грузом в 2 454 т продовольствия, 4 626 брт;
- 12 сентября 1942 года — транспорт «Robert Bormhofen» с грузом угля, 6 643 брт, команда спасена, один человек умер[1];
- 6 декабря 1942 года — сторожевые корабли V6116 и V6117 (в ряде опубликованных документов имеют иные обозначения — NM-01 «Cherusker» и NM-21 «Ubier»); на обоих кораблях погибло 57 моряков и 8 отпускников-военнослужащих Вермахта, спасено 7 членов команды и 1 отпускник[1].

Суммарный тоннаж погибших судов — 15 947 брт.
Кроме того, на минах, выставленных К-1 3 апреля 1942 годах в проливе Маур-сунд, 17 февраля 1943 года получил повреждения транспорт «Moltkefels» (7863 брт), в трюмах которого находились советские военнопленные.

## Командиры
- ранее 22 июня — 30 июня 1941 капитан 3-го ранга Константин Алексеевич Чекин
- 30 июня — 15 июля 1941 капитан 3-го ранга Иван Александрович Смирнов (вр.и. о.)
- 15 июля 1941 — 21 марта 1943 капитан 3-го ранга (затем капитан 2-го ранга) Михаил Петрович Августинович — по собственной просьбе переведён с должности начальника штаба бригады
- 21 марта — 26 июля 1943 капитан 3-го ранга (затем капитан 2-го ранга) Валентин Георгиевич Стариков
- 26 июля — 1 сентября 1943 капитан-лейтенант Виктор Васильевич Бабочкин (первый помощник, вр.и. о.)
- сентябрь 1943 старший лейтенант Аркадий Николаевич Журков (помощник командира, вр.и. о.), обеспечивающий — командир 1-го ДиПЛ капитан 1-го ранга М. Ф. Хомяков